# Bichara Issa Djadallah
Bichara Issa Djadallah est un militaire tchadien.
Il a été deux fois ministre de la Défense tchadien (du 7 août 2005 au 4 mars 2007, et du 24 décembre 2017 au 9 novembre 2018). Il a également été gouverneur du Ouaddaï et directeur du cabinet civil du président Déby (son adjoint était à l'époque le fils de ce dernier, Zakaria Idriss Déby).
Il est le dernier chef d'état-major particulier du Président de la République Idriss Déby.
Après la mort d'Idriss Déby le 20 avril de la même année et la prise de pouvoir de son fils Mahamat Idriss Déby, il devient membre du Conseil militaire de transition.
Arabe Rizeigat Mahariya (clan aoulad Mansour), il joue un rôle important dans la relation avec le Soudan car il est le cousin maternel de Mohamed Hamdan Dogolo dit Hemidti, ancien commandant de l'une des plus puissantes milices arabes du Darfour pro-gouvernementale, dite janjawid, dans la guerre du Darfour et actuellement vice-président du Conseil militaire de transition soudanais.
Le 14 mars 2024 par un décret, Bichara Issa Djadallah est nommé conseiller spécial à la Présidence de la République.